# Droga wojewódzka 983
Die Droga wojewódzka 983 (DW 983) ist eine 15 Kilometer lange Droga wojewódzka (Woiwodschaftsstraße) in der polnischen Woiwodschaft Karpatenvorland, die Sadkowa Góra mit Mielec verbindet. Die Strecke liegt im Powiat Mielecki.

## Streckenverlauf
Woiwodschaft Karpatenvorland, Powiat Mielecki
-  Sadkowa Góra (DW 982)
- Borowa
- Pławo
- Orłów (Schönanger)
- Wola Pławska
- Rzędzianowice
-  Mielec (DW 875, DW 984, DW 985)